# Stadio del Lido
Lo Stadio del Lido è un impianto sportivo di Locarno. Ospita le gare interne del Football Club Locarno e della società atletica Virtus Locarno.

## Posizione
Il complesso si trova sul lungolago (Viali al Lido e Gioacchino Respini, nel quartiere Rusca-Saleggi, già Quartier Nuovo), di fronte al centro balneare regionale.

## Inaugurazione e caratteristiche iniziali

### Dalla stampa dell'epoca

#### Addio gibboso campo della Palestra
Sono i rosso-bleu (sic) di Chiasso -lo si legge su quotidiani e altri periodici- a concludere, il 4 giugno 1933, il pionieristico ed epico capitolo scritto sulla "pietraia" della Palestra (oggi non resta più che il ricordo sia dell'una che dell'altra), capitolo che termina con uno squillante e benaugurante 6 a 2 in favore delle bianche casacche, per l'occasione impegnate in Coppa Ticino. 

#### Il nuovo che avanza
Proseguono alacremente, nel frattempo, i lavori avviati in aprile nel settore che affianca a mezzogiorno il Bosco Isolino. Secondo la convenzione stipulata tra città e utente (vedi "Giornale del Popolo" del 29 marzo), l'ente pubblico non s'accolla le spese per l'edificazione di gradinate e tribuna, che dovranno comunque essere realizzate entro due anni e il cui costo sarà interamente a carico del sodalizio calcistico, il quale dovrà pure pagare un canone di locazione. Trascorsi due decenni, tutto diventerà di proprietà comunale.

#### Niente di meglio nei paraggi
A cantiere chiuso, l'entusiasta estensore dell'articolo apparso l'11 agosto sullo stesso "Giornale del Popolo" così s'esprime: "La Città di Locarno ha il suo stadio, grandioso, stabile, bellissimo. E' certamente il primo del Cantone e tra i primi della Svizzera per ampiezza, per sistemazione ed ubicazione. (...). Potrà contenere ventimila spettatori". Contemporaneamente e con toni non meno trionfalistici, sul "Cittadino" si precisa, tra l'altro, che il sedime "adibito a campo sportivo occupa un'area di 20.000 metri quadrati", che "la pelouse è convenientemente lontana dal pubblico", che il terreno propriamente detto (quindi pista di 400 metri a quattro corsie da 1,25 metri cadauna esclusa) è lungo 105 metri e largo 65, ma con la possibilità d'estenderne i limiti, che il tappeto verde, "perfetto", è "seminato a trifoglio bianco e giallo, con ottimo gazon inglese", che, avendo "il sottosuolo una composizione eminentemente ghiaiosa", s'eviteranno "zone viscide e melmose" nelle giornate di pioggia e, infine, che nei periodi siccitosi entreranno in funzione "potenti innaffiatori". In attesa della prevista "grandiosa tribuna", momentaneamente sostituita da una in legno, gli atleti devono però ricorrere agli spogliatoi e alle docce dell'antistante bagno-spiaggia. 

### Primi due incontri e l'FCL non stecca
A inaugurare simile "meraviglia", domenica 13 agosto, è invitata la squadra del Brühl San Gallo, militante nella cadetteria e battuta 1 a 0 dai padroni di casa. Due settimane dopo, prima giornata del campionato della massima serie, i bianchi pareggiano 3 a 3 con il Basilea, detentore del titolo e -come constatano i cronisti- sceso a sud delle Alpi con una certa sufficienza. 

### La "grandiosa" tribuna si fa attendere
Da intesa, avrebbe dovuto essere pronta entro il 1935, ma agli sgoccioli del 1938 si è ancora solo a livello di progetto (autore lo studio di Ferdinando Bernasconi junior). Serve il programma voluto alfine di creare opportunità di lavoro per smuovere le acque. L'edificio -informa l'"Eco di Locarno" il 26 novembre- sarà costruito "totalmente in cemento armato, secondo i più moderni criteri tecnici"; "vasto e comodissimo", potrà accogliere circa 700 spettatori, "tutti seduti", e ognuno godrà di visibilità "perfetta", non essendoci colonne a sostenere la copertura. E "comodi" saranno altresì i locali ricavati al pianterreno, comprendenti un'infermeria. Ottiene l'appalto l'impresa "degli amici Vela e Casetta", osserva dal canto suo la "Gazzetta ticinese" il 12 dicembre.  
Bastano poi sei mesi di lavoro per poter vantare "le tribune più belle e moderne che esistono attualmente in Ticino". "Esse -sottolinea il trisettimanale locale il 4 maggio 1939, ad opera ancora in corso- contribuiscono a dar decoro allo Stadio (con l'iniziale maiuscola, n.d.a.), indubbiamente capace di ospitare una gran folla". 

## Migliorie puntuali e drastico rinnovamento

### La A fa da motore (come già nel '33)
Da allora rappezzato, riassestato e riadattato a più riprese (in particolare per quanto riguarda pista, pedane, campi, ingressi, recinzioni, illuminazione e tetto della tribuna), l'insieme è stato radicalmente ristrutturato tra novembre del 1986 e dicembre dell'anno successivo su progetto dell'architetto Fiorenzo Tresoldi, in concomitanza con la per ora ultima promozione in A dell'FCL. 

### E luce fu
Dettaglio interessante: quella del Lido è stata anche la prima arena, sul piano ticinese, a poter ospitare partite in notturna. L'intenzione di dotarla di un adeguato sistema viene pubblicamente manifestata dalla società nel febbraio del 1949, stando a quanto annuncia l'"Eco di Locarno" il 24. Detto e fatto: a mettere alla prova l'innovazione, già il 6 aprile, scrutata da 12.000 occhi, viene chiamata nientepopodimeno che l'Inter, vittoriosa, non senza fatica, per 3 a 2. L'11 maggio si replica e questa volta alla serata di gala partecipa il Como, fresco campione della Serie B italiana e perciò neopromosso; accorrono in 3.500, finisce 2 a 2. 

## Da venti a undici a cinque

### Regole rigide, meno pubblico attorno al campo
La capienza era di 11-12.000 astanti prima dell'adozione di nuove norme di sicurezza, che ne hanno imposto un'ulteriore riduzione a 5.000, 1.000 in tribuna e 4.000 sugli spalti. 

### Ultimi pienoni
In tempi recenti, complici le note traversie e un attaccamento ai colori scemato di conseguenza, non s'è comunque mai corso il rischio di dover lasciare qualcuno fuori dai cancelli per mancanza di posto; bisogna infatti risalire al 10 novembre 1985 (ottavi di finale della Coppa Svizzera, Locarno - Servette 1 a 3 ) al 14 maggio 1986 (i Bianchi battono il Lugano 6 a 1 davanti a 8'100 spettatori) e al 16 maggio 1987 (derby di A, Locarno - Bellinzona 0 a 0, 10 mila presenti) per constatare affluenze pari o superiori alle 8'000 unità. Record, non ufficiale, il 28 aprile 1987. Al Lido le Bianche Casacche si giocano addirittura la semifinale di Coppa Svizzera contro i detentori del Campionato,  lo Young Boys. Vincono i bernesi 1 a 4 dopo i tempi supplementari. Al Lido i numeri ufficiosi dicono 11'400 presenti, ma l'altoparlante ne annuncia solo 5'000. Quando viene diffuso il numero si sente boato degli increduli al quale si aggiunge una fragorosa risata del pubblico stipato sugli spalti. I più maliziosi dissero che la cifra venne ritoccata per dividere tra le due squadre un incasso inferiore. La stagione di Divisione Nazionale 1986/87 si chiude comunque con una media ufficiale a partita di poco inferiore ai 5'000 spettatori.

## A mo' di sagra paesana
Durante gli impegni casalinghi dei bianchi, i presenti possono usufruire della buvette e dell'apprezzatissima griglia gestite sullo spicchio meridionale della Curva del Gas dal Pardo Club, storico gruppo di tifo organizzato fondato nel dicembre del 1980.

## Maglie rossocrociate in riva al Verbano
Oltre a partite di richiamo che, senza nessuna particolare posta in gioco, hanno visto i locali sfidare compagini ben più blasonate (Inter, Milan e Juventus, ad esempio), in due occasioni lo stadio ha accolto rappresentative rossocrociate impegnate in amichevoli: l'11 novembre 1945 Svizzera B contro Alta Italia (1 a 4 davanti a 7.000 spettatori) e, il 31 ottobre 1984, Svizzera under 21 contro Italia under 21 (1 a 1, presenti 5.000 persone); da notare che, in questo frangente, gli elvetici erano guidati da Rolf Blättler, reduce da un fruttuoso impegno pluriennale proprio con i verbanesi, mentre gli azzurrini, allenati da Azeglio Vicini, sono scesi in campo con i vari Walter Zenga, Roberto Mancini e Gianluca Vialli. Si ricordano inoltre, il 4 novembre 1981, uno Svizzera - Italia valido per la qualifica ai gironi finali di Coppa UEFA under 16 (2 a 3 di fronte a 1.200 paganti) e, il 24 marzo 1982, uno Svizzera - Portogallo nell'ambito d'una fase del Campionato europeo juniores (1 a 1, 400 i tifosi accorsi).

## Non solo sport
Il 4 e 5 agosto 1938 a farla da protagonista è l'opera lirica. Il Lido si veste a festa e si trasforma in anfiteatro per ricevere il Carro di Tespi, i cui trionfi, stando a quanto indica l'"Eco di Locarno" annunciando l'evento il 7 luglio, sono noti ben oltre i confini europei. La compagnia mette in scena "La traviata" e "Aida", quest'ultima con, nei panni di Radames, l'acclamato tenore Beniamino Gigli, appositamente giunto da Berlino e reduce dai successi di Roma (Terme di Caracalla) e Milano (Castello sforzesco). Alle "fantastiche" serate convengono, oltre ad autorità varie, tra cui il consigliere federale Giuseppe Motta, nonché l'ambasciatore e il console italiani, migliaia di cittadini "di ogni ceto e condizione" (vedi "Eco di Locarno" del 6 agosto), più di 7'000 alla prima e "non meno di 8.500" alla seconda, precisa la "Gazzetta ticinese", archiviando quella che definisce una rappresentazione memorabile come mai ne sono state organizzate nel cantone.

## Galleria d'immagini

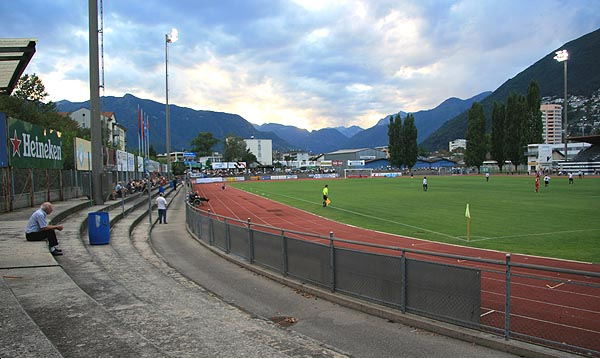
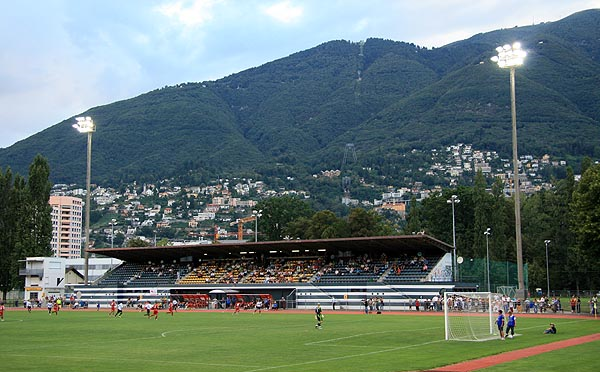
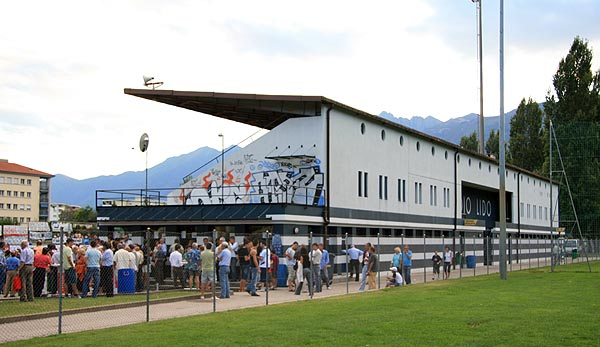